# Elbsandsteingebirge

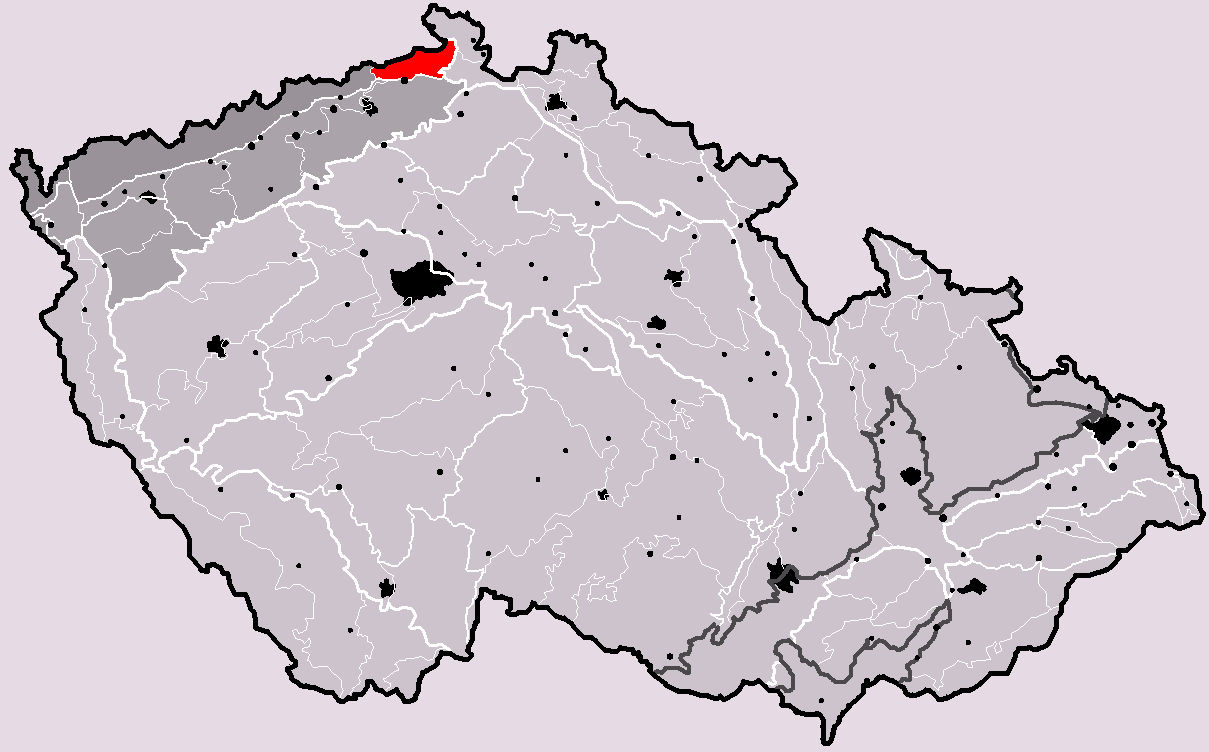
Localizzazione dei Elbsandsteingebirge

Gli Elbsandsteingebirge (dal tedesco: Monti di arenaria dell'Elba) (in ceco Labské pískovce) sono un massiccio montuoso al confine tra Germania e Repubblica Ceca, sulle rive del fiume Elba, da cui prendono il nome. I monti sono formati da arenaria e presentano una grande varietà di fauna e flora. La zona montuosa è conosciuta per la parte tedesca come Svizzera sassone, mentre per la parte ceca come Svizzera boema.